# Moisenay
Moisenay is een gemeente in het Franse departement Seine-et-Marne (regio Île-de-France) en telt 1161 inwoners (1999). De plaats maakt deel uit van het arrondissement Melun.

## Geografie
De oppervlakte van Moisenay bedraagt 8,7 km², de bevolkingsdichtheid is 133,4 inwoners per km².
De onderstaande kaart toont de ligging van Moisenay met de belangrijkste infrastructuur en aangrenzende gemeenten.

## Demografie
Onderstaande figuur toont het verloop van het inwonertal (bron: INSEE-tellingen).